# Grdovići (Arilje)
Pour les articles homonymes, voir Grdovići.
Grdovići (en serbe cyrillique : Грдовићи) est un village de Serbie situé dans la municipalité d'Arilje, district de Zlatibor. Au recensement de 2011, il comptait 525 habitants.

## Démographie
| 1948 | 1953 | 1961 | 1971 | 1981 | 1991 | 2002 | 2011 |
| ---- | ---- | ---- | ---- | ---- | ---- | ---- | ---- |
| 286  | 268  | 270  | 265  | 307  | 445  | 471  | 525  |

|  |